# Ptilodactyla bicoloriceps
Ptilodactyla bicoloriceps là một loài bọ cánh cứng trong họ Ptilodactylidae. Loài này được Pic miêu tả khoa học năm 1923.